# 轟天復仇
《轟天復仇》（英語：Parker）是一部2013年上映的美國驚悚動作片，由泰勒·哈克佛執導。傑森·史塔森、珍妮佛·羅培茲主演。

## 劇情
派克（傑森·史塔森飾）是一名有原則的搶匪，他只搶富人，而且作案絕不傷害無辜之人。前合作對象赫利（尼克·諾特飾）向派克介紹以米蘭達（麥克·切克里斯飾）為首的團隊即將在俄亥俄州的遊樂場進行搶劫，若派克參與行動的話由派克全程謀劃。雖然完成搶劫但米蘭達的成員哈德威克沒有在指定地點放火而導致一名百姓無辜喪命，其他成員甚至想傷及無辜但被派克制止。逃離現場後米蘭達向派克商量他們打算用搶來的資金來謀畫下一場搶劫，派克先前與米蘭達有約搶完後立即分贓且分道揚鑣，加上米蘭達團隊行事作風與派克的風格完全不合，米蘭達團隊見派克不合作於是在車上與派克交火，派克雖然有警覺然後先發制人但還是身受重傷，米蘭達甚至讓哈德威克對跳出車外的派克開槍，眾人以為派克已死然後揚長而去，派克隨後被路過的農民一家所救而撿回一命。
派克傷癒後從醫院逃出立即與赫利聯繫，赫利在派克失蹤後調查到哈德威克的叔叔是芝加哥黑幫頭目丹辛格，赫利因女兒克萊兒與派克交往，同時擔心家人安危於是勸退派克放棄復仇，甚至打算拿出自己的20萬給派克來當作米蘭達欠派克的酬勞，派克拒絕後在赫利打聽到哈德威克哥哥的下落，於是派克從對方口中得知米蘭達同夥下一場的作案地點在佛羅里達州的棕櫚灘，但也被米蘭達等人得知派克還活著，哈德威克聯繫叔叔請來殺手來追殺派克，在此之前派克也聯繫赫利等人避風頭。果不其然，黑幫殺手調查到克萊兒住址原本想綁架克萊兒來威脅派克，但還是讓克萊兒即時察覺而逃走。
派克首先請人偽造自己的身分然後來到棕櫚灘，請了一名失婚的女房仲介萊絲莉（詹妮弗·洛佩兹飾）假意要購買豪宅，實際上是偵查米蘭達等人的所在地，雖然找到米蘭達等人的窩藏地點但派克的舉止讓被萊絲莉開始起疑並識破派克身分，萊絲莉自己有財務上的困境則向派克表示想參與他的行動，希望能分一杯羹來解決財務困境，派克同意後並表明自己的計畫，他打算讓米蘭達等人作案成功後坐收漁人之利，最後再將他們全部殺掉作為先前謀害他的報復，在萊絲莉提供的情報得知米蘭達的目標是一名已過世女富豪的珠寶，這些珠寶會在米蘭達等人行動當天拍賣，米蘭達買通一名拍賣官將動過手腳的音響設備和裝備藏在現場。
行動當天早上一名暗戀萊絲莉已久的警察來到萊絲莉的家調查案件，萊絲莉才得知派克被黑幫殺手偷襲，對方反而被派克丟出窗外墜落而死，身受重傷的派克偷了一台車逃走。萊絲莉也發現身受重傷的派克就躲在她家，她不動聲色的將警察打發走，派克讓萊絲莉打通電話給克萊兒後立即回去上班，不然會引起警方懷疑，克萊兒來到萊絲莉的家替派克包紮後就離去，萊絲莉得知派克受重傷依然要執行計畫，即使萊絲莉讓克萊兒勸說也沒打消派克的念頭。
晚上米蘭達等人假裝成消防員，然後啟動先前在拍賣會場的音響設備動的機關引起火災，在哈德威克吸引警方的同時下成功完成搶劫。派克和萊絲莉隨後同時抵達，萊絲莉因鬼鬼祟祟的行徑被回來的米蘭達等人發現而被脅持，但米蘭達等人還是被派克和萊絲莉聯手解決。
離開現場後派克吩咐萊絲莉把珠寶收藏好，等到風聲過了會派人拿取，扣掉派克先前的酬勞20萬和策劃人赫利的酬勞20萬後，剩餘的派克和萊絲利對半分，儘管萊絲莉也愛上派克，但看在派克心有所屬還是依依不捨的留下派克開車離開。
六個月後派克來到芝加哥殺了哈德威克的黑幫叔叔丹辛格，作為刺殺他的報復，又過一年才將先前銷贓後的酬勞寄給萊絲莉，也寄了一些錢給先前救了他的農民。

## 演員
| 演員                                  | 角色                               | 備註                                           |
| 傑森·史塔森 Jason Statham             | 派克 Parker                        | 盜亦有道的盜賊。                               |
| 珍妮佛·羅培茲 Jennifer Lopez          | 萊絲莉·羅傑斯 Leslie Rodgers       | 棕櫚灘的女房仲員。                             |
| 麥克·切克里斯 Michael Chiklis         | 米蘭達 Melander                    | 派克前同夥，團隊老大。                         |
| 溫德爾·皮爾斯 Wendell Pierce          | 卡爾森 Carlson                     | 派克前同夥，米蘭達團隊成員。                   |
| 小克里夫頓·柯林斯 Clifton Collins Jr. | 羅斯 Ross                          | 派克前同夥，米蘭達團隊成員。                   |
| 鮑比·坎納瓦爾 Bobby Cannavale         | 傑克·費南德茲 Jake Fernandez       | 棕櫚灘警察，暗戀萊絲莉許久。                   |
| 佩蒂·盧波恩 Patti LuPone              | 雅森宣 Ascension                   |                                                |
| 卡洛斯·卡拉斯科 Carlos Carrasco       | 諾特 Norte                         | 印刷廠老闆，亦作偽造身分證件的工作。           |
| 麥卡·A·哈普特曼 Micah A. Hauptman     | 奧古斯特·哈德威克 August Hardwicke | 派克前同夥，芝加哥黑幫之姪子，米蘭達團隊成員。 |
| 艾瑪·布絲 Emma Booth                  | 克萊兒 Claire                      | 派克女朋友，赫利的女兒。                       |
| 尼克·諾特 Nick Nolte                  | 赫利 Hurley                        | 派克前合作對象，克萊兒的父親                   |
| 丹尼爾·伯恩哈特 Daniel Bernhardt      | 克羅 Kroll                         | 芝加哥黑幫殺手。                               |

## 評價
- 香港爽報的敬璜給予3顆星（最高5顆），說：「荷里活動作明星青黃不接，史泰龍和布魯斯·威利拍完一套又一套，睇到觀眾都厭。「新一代」傑森·史塔森（其實已45歲）新作《轟天復仇》，一貫典型動作片，但他拚命演出，其造型始終星味不夠。動作場面雖然連場，但不夠緊湊，傑森·史塔森最欠運是從未遇過好劇本！珍妮佛·羅培茲做花瓶，不夠養眼及欠吸引力，冇好過有。中文片名亦都累事，完全表達不到故事內容。」[7]

## 外部連結
- 互联网电影数据库（IMDb）上《轟天復仇》的资料（英文）
- 爛番茄上《轟天復仇》的資料（英文）
- Metacritic上《轟天復仇》的資料（英文）
- Box Office Mojo上《轟天復仇》的資料（英文）
- AllMovie上《轟天復仇》的资料（英文）